# Pedro de Azambuja Ribeiro
Pedro de Azambuja Ribeiro (Portugal) foi um militar (mestre de campo) e administrador colonial português.
Foi governador interino da capitania de Santa Catarina, de 25 de janeiro de 1744 a 20 de março de 1746.